# Креоли
Крео́ли (порт. crioulo, від дієсл. criar, «рости, виростати») — етнографічний термін, що має різні значення. Первинно так називали нащадків імігрантів з Іспанії, Португалії та Франції у  Латинській Америці, що створили власну культурну ідентичність порівняно з новими мігрантами з Європи. В цьому значенні креоли — це нащадки колонізаторів, що сприймають землі, на яких мешкають, як свою батьківщину. Сьогодні цю назву застосовують щодо мексиканців іспанського походження (на відміну від метисів, що мають змішане іспано-індіанське походження). 
Пізніше цим терміном почали називати населення мішаного походження — європейсько-індіанського чи європейсько-африканського (мулатів в Анґолі, Мозамбіку та інших колишніх португальських колоніях в Африці, а також усіх темношкірих в Бразилії). На Алясці креоли — це нащадки місцевих індіанців та європейців або росіян. На островах Реюньйон та Маврикій креолами називають людей змішаної чи невизначеної расової приналежності. У Франції креолами називають темношкірих імігрантів із заморських департаментів (переважно з Мартиніки та Ґваделупи). 
У США так називають мешканців Луїзіани, незалежно від кольору шкіри. Найчастіше цей термін стосується людей, що розмовляють французькою мовою або пов'язаних із французькою (чи іспанською) культурою та традицією.

## Опис
Головна відмінність креолів від своїх співвітчизників у метрополії — місце постійного проживання. Креоли як явище зобов'язані своєю появою колоніальній політиці Іспанії та деяких інших держав. Однією з особливостей цієї політики було те, що владу в колоніях мали виключно вихідці з метрополії, для яких колонії були лише місцем роботи і які по закінченню служби мали (в теорії) повернутися назад до Європи. Європеєць, що оселявся в колонії, вже не вважався європейцем, а ставав креолом. Хоч у порівнянні з корінним місцевим населенням чи неграми креоли й перебували у привілейованому стані, однак все одно вершину соціальної піраміди посідали не вони, а вихідці з метрополії. Оскільки креоли — термін, що об'єднував людей лише на основі раси та статусу місця проживання, то креоли ніколи не були, та й не могли бути якоюсь спільнотою. За походженням це могли бути нащадки іспанців, португальців, французів чи інших європейців, вони могли жити на Карибських островах, у пампасах Аргентини чи бразильській сельві, вони могли мати зовсім різний соціальний статус та майновий стан. І наймит, і власник плантацій були креолами, якщо вони були білі і народилися в колоніях, і так само не могли претендувати на найвищі посади в своїй країні.
Часом креолами називали людей з домішкою неєвропейської крові. Це результат логічної помилки та змішування понять. Креоли що жили в колоніях поруч із людьми інших рас нерідко змішувалися з ними й тому дійсно часто мали в собі «кольорову» домішку, однак це не було обов'язковим, у багатьох колоніях креольське населення (чи принаймні, значну його частину) складали чистокровні європеоїди. Тому всі люди європейського походження (тобто ті, в кого більшість предків були європейцями), що народилися в певний період у певних колоніях, були креолами, але не всі креоли були нащадками від змішаних шлюбів.
Нащадками креолів є значна частина чи навіть більшість населення країн Латинської Америки.